# Marcel Dufriche
Pour les articles homonymes, voir Dufriche.
Marcel Dufriche est un homme politique français, né le 16 octobre 1911 à Monaco et mort le 9 mai 2001 à Montreuil (Seine-Saint-Denis). Syndicaliste, militant communiste, il est maire de Montreuil de 1971 à 1984.

## Biographie
Marcel Pierre Louis Dufriche est né au Palais de Monaco, où son père était jardinier du prince Albert Ier de Monaco,. Il fréquente une école chrétienne à Monaco, puis à Bordighera, en Italie. Après son bac, en 1929, il devient contrôleur des douanes à Dieppe ; il est déjà intéressé par les idées de gauche. Il adhère au Parti communiste français en 1934. Actif au syndicat CGT des douanes, il participe à la grève générale de 1938, ce qui lui vaut une condamnation à la prison pour entrave à la liberté du travail et une exclusion de l’administration.
En mai 1940, Marcel Dufriche est fait prisonnier à Boulogne-sur-Mer et envoyé au Stalag VIII C. Il parvient à s'évader en mars 1941 en se faisant passer pour un infirmier. De retour en France, il entre dans la Résistance où il occupe de hautes responsabilités. À partir d'octobre 1943, il assure ainsi la coordination des activités de la Résistance en Bretagne, animant par exemple le maquis de Saint-Goazec et participant à un « tribunal de salut public » autoproclamé.
Il est arrêté en février 1944 par la Gestapo à Rennes. Il est torturé puis condamné à mort. Sa peine est commuée en déportation et il réussit à s'évader du train qui l'emmène vers un camp de concentration nazi.
A la Libération, il est décoré de la médaille de la Résistance et élevé au grade de chevalier de la Légion d’honneur. Il reprend ses activités syndicales à la CGT en devenant, d'octobre 1944 à 1950, le secrétaire de Benoît Frachon, secrétaire général de la CGT. Il est ensuite un des dirigeants de la Fédération des Finances CGT et siège à la Commission administrative (CA) de la centrale syndicale de 1951 à 1965. En 1953, avec d'autres dirigeants de la CGT, il est poursuivi pour son action contre la guerre du Vietnam.
Il est élu au conseil municipal de Montreuil en 1959 ; il devient maire de la ville en 1971 et exerce ce mandat jusqu'en 1984.
Il a été membre du comité central du PCF de 1950 à 1964 et a quitté ce parti en 1997. Il préside la Société pour l'Histoire vivante et le Musée de l'Histoire vivante jusqu'à sa mort. Il y est remplacé par Frédérick Genevée.
Marcel Dufriche meurt le 9 mai 2001 à Montreuil,.